# 入間川 (狭山市)
入間川（いるまがわ）は、埼玉県狭山市の町名および大字。現行行政地名は入間川一丁目から四丁目および大字入間川。丁番は住居表示実施地区。郵便番号は350-1305。

## 地理
狭山市の中央部、狭山市駅周辺に位置する。地名変更により飛び地となっている部分がある。特に駅の西側一帯は丁目が設定されている。北西部を入間川が流れる。

### 地価
住宅地の地価は、2022年の公示地価によれば、入間川1丁目23−9の地点で14万6000円/m2となっている。

## 歴史

### 沿革
- 1963年（昭和38年）5月1日 - 狭山事件が発生（現:祇園21−20）。
- 1967年（昭和42年）5月1日 - 狭山市大字入間川の一部から入間川一丁目〜四丁目が住居表示を実施して成立。なお同日に祇園、沢、鵜ノ木、狭山、富士見が大字入間川から分離している。
- 1996年（平成8年）11月2日 - 大字入間川の一部から中央一丁目から四丁目が成立。

## 世帯数と人口
2017年（平成29年）9月1日現在の世帯数と人口は以下の通りである。
| 大字・丁目   | 世帯数    | 人口     |
| ------------ | --------- | -------- |
| 入間川       | 2,348世帯 | 5,707人  |
| 入間川一丁目 | 1,475世帯 | 2,945人  |
| 入間川二丁目 | 2,016世帯 | 4,206人  |
| 入間川三丁目 | 1,096世帯 | 2,471人  |
| 入間川四丁目 | 884世帯   | 1,974人  |
| 計           | 7,819世帯 | 17,303人 |

## 小・中学校の学区
市立小・中学校に通う場合、学区（校区）は以下の通りとなる。
| 大字・丁目   | 番地 | 小学校                 | 中学校               | 特別許可地区 （選択可能校） |
| ------------ | --- | ---------------------- | -------------------- | --------------------------- |
| 入間川       | 3273番地 | 狭山市立入間川小学校   | 狭山市立入間川中学校 | 狭山市立入間川東小学校      |
| 入間川       | 632〜659番地、716〜717番地、722〜736番地、856〜971番地 974〜980番地、989〜1009番地、1023〜1031番地 1093〜1118番地、1122〜1131番地、1133〜1138番地 1154〜1167番地、1173〜1177番地、1186〜1187番地 1189〜1192番地、1196〜1200番地、1204〜1226番地 1229〜1230番地、1232〜1236番地、1240番地 | 狭山市立新狭山小学校   | 狭山市立中央中学校   |                             |
| 入間川       | 767〜768番地、771〜772番地 | 狭山市立入間川東小学校 | 狭山市立中央中学校   | 狭山市立新狭山小学校        |
| 入間川       | 1648〜1660番地、1662〜1670番地、1679〜1689番地 1717〜1724番地、1726〜1729番地、1737番地〜1744番地1 1745番地〜1747番地1、1748〜1825番地、1828番地 1834～1855番地 | 狭山市立入間川東小学校 | 狭山市立中央中学校   |                             |
| 入間川       | 1418〜1433番地、1444〜1447番地、1485〜1504番地（字平野） 3140〜3142番地、3143番地4、3143番地25〜29・58〜61 3144番地、3145番地1・7・11・13・16〜21・24～32 | 狭山市立御狩場小学校   | 狭山市立山王中学校   |                             |
| 入間川       | 3143番地1〜3・5〜24・30〜57、3145番地2〜6・8・33〜42 3146〜3147番地、3151番地、3153〜3161番地 3171〜3183番地､3191〜3194番地、3195番地2 | 狭山市立入間野小学校   | 狭山市立入間野中学校 |                             |
| 入間川       | 1400番地、1402番地、1407〜1414番地、1416〜1417番地 1451番地、1453〜1455番地、1460番地8〜25、1463〜1464番地 | 狭山市立富士見小学校   | 狭山市立狭山台中学校 | 狭山市立狭山台小学校        |
| 入間川       | 1237番地2〜10、1260番地、1263〜1264番地、1266番地 1282番地、1638番地3、1647番地、1730〜1733番地 | 狭山市立富士見小学校   | 狭山市立狭山台中学校 | 狭山市立中央中学校          |
| 入間川       | 1237番地（上記以外）、1415番地、1434〜1443番地 1448〜1450番地、1456〜1476番地（上記以外） 1494〜1503番地（字上窪）、1506番地、1527番地3 1529番地3・6、1531番地10、1532〜1533番地 1638番地（枝番3を除く）、3133番地                                                                       | 狭山市立富士見小学校   | 狭山市立狭山台中学校 |                             |
| 入間川一丁目 | 1〜8番、16〜21番、23〜24番 | 狭山市立入間川小学校   | 狭山市立入間川中学校 | 狭山市立入間川東小学校      |
| 入間川一丁目 | その他 | 狭山市立入間川小学校   | 狭山市立入間川中学校 |                             |
| 入間川二丁目 | 7番1〜12号・24〜46号、8〜17番 18番31〜47号・50〜70号、39〜43番 | 狭山市立入間川東小学校 | 狭山市立中央中学校   |                             |
| 入間川二丁目 | その他 | 狭山市立入間川東小学校 | 狭山市立入間川中学校 |                             |
| 入間川三丁目 | 1〜4番、6番、21〜22番、30〜33番 | 狭山市立入間川小学校   | 狭山市立入間川中学校 | 狭山市立入間川東小学校      |
| 入間川三丁目 | その他 | 狭山市立入間川小学校   | 狭山市立入間川中学校 |                             |
| 入間川四丁目 | 全域 | 狭山市立入間川小学校   | 狭山市立入間川中学校 |                             |

## 交通

### 鉄道
- 西武新宿線狭山市駅
- 西武池袋線稲荷山公園駅

### 道路
- 国道16号
- 埼玉県道340号中新田入間川線

## 施設
- 狭山市役所
- 入間基地
- 市民会館
- 狭山市立中央中学校
- 狭山市立入間川東小学校
- 妙智山慈眼寺 - 曹洞宗の寺院。武蔵野三十三観音霊場第16番札所。
- 福聚山徳林寺 - 曹洞宗の寺院。武蔵野三十三観音霊場第17番札所。
- 狭山八幡神社